# Sybra cylindracea
Sybra cylindracea là một loài bọ cánh cứng trong họ Cerambycidae.